# Ivana Trump
Ivana Marie Trump, de nom de naixement Ivana Marie Zelníčková, (Zlín, 20 de febrer de 1949 - Ciutat de Nova York, 14 de juliol de 2022) fou una model, esquiadora, escriptora, dissenyadora i empresària estatunidenca d'origen txecoslovac, famosa pel seu matrimoni el 1977 i posterior divorci el 1992 amb el multimilionari, magnat del món immobiliari i 45è president dels Estats Units, Donald Trump, amb qui va tenir tres fills.
Va ocupar càrrecs d'importància durant la dècada del 1980 a The Trump Organization i va exercir un paper central en la fundació de la Trump Entertainment Resorts, ocupant diferents llocs de gerència. En els anys posteriors al seu divorci va desenvolupar amb èxit una carrera executiva i empresarial pel seu compte al món de la moda, els perfums, les joies i els llibres de superació personal.
Es va casar dues vegades després del seu divorci amb Donald Trump, la primera va ser amb Riccardo Mazzucchelli, un matrimoni que va durar menys de dos anys, i la segona va ser amb Rossano Rubicondi. El 14 de juliol de 2022, a l'edat de 73 anys, va morir d'una ferida per contusió al tors després de caure per les escales de casa seva, a l'Upper East Side de Manhattan. Diversos polítics i celebritats van publicar el seu condol a les xarxes socials.